# Cronton
Cronton est une paroisse civile et un village du Merseyside, en Angleterre.